# Hamilton Bulldogs (AHL)
Hamilton Bulldogs – nieaktywny kanadyjski klub hokejowy z siedzibą w Hamilton. Występował w American Hockey League.
Klub był filią zespołów NHL, Montréal Canadiens oraz Edmonton Oilers.
W sezonie 2002/2003 w klubie tym występował polski hokeista, Mariusz Czerkawski.

## Historia
Klub powstał w 1984 jako Nova Scotia Oilers. Drużyna  miała siedzibę w Halifax, Nowa Szkocja i grała w Halifax Metro Centre.
W 1988 klub został przeniesiony do Sydney, Nowa Szkocja, gdzie grali do 1996.  Nazwa została zmieniona na Cape Breton Oilers.
W 1996 klub został ponownie przeniesiony, tym razem do Hamilton w prowincji Ontario. Miasto jest położone ok. 45 mil na południowy zachód od Toronto.  Nazwa klubu została zmieniona na Hamilton Bulldogs.  Drużyna grała w FirstOntario Centre, wtedy znane jako Copps Coliseum.  W 2015 Montreal Canadiens kupili Bulldogs, i klub został przeniesiony do St. John's w Nowej Fundlandii, gdzie przez następne 2 lata grał jako St. John’s IceCaps w hali Mile One Centre.

## Osiągnięcia
- Mistrzostwo dywizji: 2003, 2004, 2010, 2011
- Mistrzostwo konferencji: 1997, 2003, 2007
- Mistrzostwo w sezonie regularnym: 2003
- Puchar Caldera: 2007
- Norman R. „Bud” Poile Trophy: 2010

## Kapitanowie drużyny
| Sezony jako kapitan drużyny | Zawodnik          |
| --------------------------- | ----------------- |
| 1996–98                     | Terran Sandwith   |
| 1998–99                     | Jeff Daw          |
| 1999–2000                   | Rob Murray        |
| 2000–01                     | Scott Ferguson    |
| 2001–02                     | Alain Nasreddine  |
| 2002–04                     | Benoit Gratton    |
| 2004–05                     | Jason Ward        |
| 2005–06                     | Dan Smith         |
| 2007–08                     | Ajay Baines       |
| 2008–09                     | Kyle Chipchura    |
| 2009                        | Mathieu Darche    |
| 2009–2012                   | Alex Henry        |
| 2013–2014                   | Martin St. Pierre |
| 2014–15                     | Gabriel Dumont    |